# Claremont (Illinois)
Claremont es una villa ubicada en el condado de Richland en el estado estadounidense de Illinois. En el Censo de 2010 tenía una población de 176 habitantes y una densidad poblacional de 59,4 personas por km².

## Geografía
Claremont se encuentra ubicada en las coordenadas 38°43′6″N 87°58′30″O / 38.71833, -87.97500. Según la Oficina del Censo de los Estados Unidos, Claremont tiene una superficie total de 2.96 km², de la cual 2.96 km² corresponden a tierra firme y (0%) 0 km² es agua.

## Demografía
Según el censo de 2010, había 176 personas residiendo en Claremont. La densidad de población era de 59,4 hab./km². De los 176 habitantes, Claremont estaba compuesto por el 99.43% blancos, el 0% eran afroamericanos, el 0% eran amerindios, el 0.57% eran asiáticos, el 0% eran isleños del Pacífico, el 0% eran de otras razas y el 0% pertenecían a dos o más razas. Del total de la población el 0% eran hispanos o latinos de cualquier raza.